# Саліх Салахуддін
Ас-Саліх Салах ад-Дін Саліх ібн Мухаммад (араб. الملك الصالح صلاح الدين صالح بن محمد‎; 1338–1354) — мамелюкський султан Єгипту з династії Бахрітів.

## Життєпис
Чотирнадцятирічний Саліх зійшов на престол після повалення султана аль-Хасана у серпні 1351 року. Саліх був особливо популярним серед сирійців, оскільки був онуком по материнській лінії Сайф аль-Діна аль-Танкіза Хузамі (повсталого віце-султана й некоронованого правителя Дамаска 1312–1340 років). Невдовзі після вступу Саліха на престол фаворит його попередника Мугултай був заарештований в Александрії. Державою фактично керували три еміри — Таз ан-Насірі, Шайчун і Саргітмиш.
Повстання у Сирії дало імпульс новому повстанню бедуїнів у Верхньому Єгипті. Каїрська армія вирушила на схід, а уряду довелось погодитись керувати півднем країни спільно з племенами бедуїнів. Відсутність контролю на півдні та проблеми з поставками зерна стали серйозною проблемою для уряду в Каїрі.
1354 року тріумвірат емірів фактично припинив своє існування. Таз і Саргітмиш сварились все частіше, кожен з них намагався перетягнути Шайчуна на свій бік. Зрештою, Шайчун узяв сторону Саргітмиша та його 700 мамелюків. Поки восени 1354 року Таз перебував у Верхньому Єгипті, Саргітмиш влаштував у Каїрі переворот і захопив фортецю послідовників Таза. Коли останній повернувся до столиці, він був заарештований, але помилуваний та відряджений на посаду губернатора Алеппо. Шайчун і Саргітмиш продемонстрували свою перемогу, відіславши султана Саліха до його матері й відновивши на троні аль-Хасана ан-Насіра (жовтень 1354).